# Jobbik
Jobbik - Pokret za bolju Mađarsku (mađ. Jobbik Magyarországért Mozgalom) je mađarska desničarska stranka.
Nakon osnivanja 2003. godine, stranka je postigla prve ozbiljne rezultate na izborima za Europski parlament 2009. godine. Na parlamentarnim izborima održanima u Mađarskoj 2010. godine, Jobbik je osvojio 16.67% glasova, čime se profilirao kao treća najveća politička stranka u Mađarskoj.
Članstvo stranke gaji očite nostalgije za vremenom kada je Mađarska bila veća nego danas, pa je karakteriziraju kao iredentističku. Antiglobalističke izjave njenih čelnika znaju biti obojane antisemitizmom, a neka njihova stajališta o socijalnim pitanjima se daju iščitati kao protu-romska. Kritičari smatraju Jobbik u cjelini ekstremno-desničarskom političkom organizacijom.
Dana 24. studenog 2013. godine Jobbik je, na poziv Hrvatske čiste stranke prava sudjelovao u obilježavanju 22. godišnjice pada sela Laslova kod Osijeka u ruke srpskih okupatora, sjećajući se obrane sela od strane Hrvata i Mađara koji su zajednički branili selo od agresora potpomognuti i nekim dragovoljcima iz Mađarske (neki od tih dragovoljaca iz Mađarske su bili i na komemoraciji), te činjenice da su u Domovinskom ratu pripadnici mađarske etničke zajednice u Hrvatskoj listom branili Hrvatsku. Na čelu izaslanstva Jobbika bio je sam predsjednik stranke Gábor Vona, koji se u govoru ogradio od bolesnih pretjerivanja u nacionalizmu, koji može deformirati u šovinizam te se zalagao za slogu Hrvata i Mađara. Govor G. Vone je bio intoniran antiglobalistički i euroskeptički.
Stranka Jobbik je član Saveza europskih nacionalnih pokreta.
Od 2014. Jobbik se počeo redefinirati kao konzervativna narodna stranka i promijenio kontroverzne elemente svoje komunikacije. Prema partijskom Manifestu o smjernicama buduće vlade, Jobbik predstavlja sve mađarske građane i ljude te ima za cilj izgraditi moderan nacionalni identitet, istodobno odbacujući šovinizam 20. stoljeća. Nakon mađarskih parlamentarnih izbora 8. travnja 2018. stranka je prikupila 1 092 806 glasova, čime je osigurala 19,06% ukupnog broja, što ih čini mađarskom drugom najvećom strankom u Nacionalnoj skupštini.
Trenutno se stranka opisuje kao moderna stranka konzervativnih ljudi. Nedavno istraživanje javnog mnjenja IDEA za Euronews (2/28/2020) analizirao je vodeći politolog Balázs Böcskei i protumačio je da je bivša nacionalistička stranka Jobbik dovršila svoju transformaciju u centrističku narodnu stranku i da je njezina glasačka baza promijenjena, i sada je to pretežno umjerena proeuropska izborna jedinica.

## Vanjske poveznice
- Službene stranice  Arhivirana inačica izvorne stranice od 20. prosinca 2011. (Wayback Machine) (engl.)